# عبدالله‌پور، فیصل‌آباد
عبدالله‌پور (به انگلیسی: Abdullahpur) یک شهر در پاکستان است که در پنجاب واقع شده‌است.